# Golem XIV
Golem XIV ist ein Science-Fiction-Buch des polnischen Autors Stanisław Lem aus dem Jahr 1981 (deutsche Übersetzung: 1984), das auf Deutsch auch unter dem Titel Also sprach Golem bekannt ist. Es behandelt hauptsächlich philosophische Fragestellungen. Teile des Textes erschienen bereits im Jahre 1973 (deutsche Übersetzung: 1976) im Sammelband „Imaginäre Größe“. Lem selbst bezeichnete „Golem XIV“ in dem gemeinsam mit dem polnischen Literaturwissenschaftler Stanisław Bereś verfassten autobiografischen Buch „Lem über Lem“ als die „Summe seines Denkens“.

## Inhalt
„Golem XIV“ ist in der Geschichte Lems ein von Menschen erbauter Super-Computer, der die Intelligenzbarriere durchbrochen hat und somit über eine eigenständige Vernunft verfügt. Er besitzt weder Eigenschaften der Persönlichkeit noch solche des Charakters. Er kann sich jedoch den Menschen, zu denen er spricht, in der Maske jeder beliebigen Persönlichkeit zeigen. Golem XIV kennt außerdem kein Gefühlsleben, denn er ist keine Person, sondern ein Kalkül.
Der Inhalt des Buches besteht außer dem Vorwort aus zwei fiktiven Vorlesungen von Golem XIV („Dreierlei über den Menschen“ und „Über mich“). Die zweite dieser „Vorlesungen“ veröffentlichte Lem erstmals 1981, während die erste „Vorlesung“ bereits in dem Band „Imaginäre Größe“ (Vorworte zu nicht existierenden Büchern) enthalten war. Eingebettet werden diese Vorlesungen in eine Vorrede des fiktiven Wissenschaftlers Irving T. Creve (bereits 1973) und ein „Nachwort“ des ebenso fiktiven Wissenschaftlers Richard Popp (erstmals 1981).
Die Geschichte von Golem XIV ist weniger ein Roman als ein philosophisches Werk und beschreibt den Beginn und das Ende des intelligenten Computers nur am Rande. Schwerpunkt des Buches sind die Monologe des Computers, in denen Golem XIV seine Sicht des Kosmos und des Menschen wiedergibt.
Lem konfrontiert den Leser mit der unbequemen Vorstellung, die Menschheit sei ein reines Zufallsprodukt der Natur und keineswegs die Krone der Schöpfung. So hinterfragt Golem XIV die Kriterien, die der Mensch aufstellt, um sich selbst als „Krone“ der Evolution anzusehen, und weist auf die geistige Beschränktheit hin, mit der der Mensch die tieferen Gründe der Natur zu erkennen glaubt.
In der ersten „Vorlesung“ („Dreierlei über den Menschen“) entwirft Lem – verkappt als Supercomputer Golem – Grundzüge einer neodarwinistischen Evolutionstheorie, die inhaltlich der vom Biologen Richard Dawkins erstmals 1976 veröffentlichten Konzeption des „Egoistischen Gens“ nahesteht. Lem räumt dem genetischen Code eine gegenüber den aus ihm entstandenen Organismen evolutionär vorrangige Stellung ein und kleidet diesen Gedanken in die Formulierung: „Der Sinn des Boten ist die Botschaft.“ Die Organismen existieren dieser Ansicht zufolge also allein zum Zwecke der Übertragung des genetischen Codes, der sich ihrer als eine Art Vehikel bedient. Die Ähnlichkeiten zwischen Lems Überlegungen und den Gedanken Richard Dawkins, dessen im Jahre 1976 erschienene Theorie Lem im Jahre 1973 noch nicht kennen konnte, wurden insbesondere von dem deutschen Philosophen Bernd Gräfrath in seinem 1996 erschienenen Buch „Lems Golem. Parerga und Paralipomena“ herausgestellt.
Außerdem widerspricht er in dieser „Vorlesung“ der Ansicht, die Evolution wäre eine Entwicklung der Lebewesen von einer niederen zu einer höheren Stufe gewesen. Aus technischer Sicht sind die Algen insofern vollkommener, als sie die Photonen der Sonne direkt in Lebensenergie umwandeln können. Die von uns als höher eingestuften Lebewesen haben aber diese Fähigkeit verloren und müssen ihre Lebensenergie als Schmarotzer von anderen Lebewesen holen.

## Ausgaben
- Stanisław Lem: Golem XIV. In: Stanisław Lem: Imaginäre Größe. Insel-Verlag, Frankfurt am Main 1976, ISBN 3-458-05014-0, S. 109–205.
- Stanisław Lem: Also sprach GOLEM. Insel Verlag, Frankfurt am Main 1984, ISBN 3-458-14139-1.
- Stanisław Lem: Also sprach Golem (= Phantastische Bibliothek. Bd. 175 = Suhrkamp-Taschenbuch. 1266). Suhrkamp, Frankfurt am Main 1986, ISBN 3-518-37766-3.

## Verfilmungen
- animierter Kurzfilm GOLEM basierend auf GOLEM XIV von Patrick Mccue und Tobias Wiesner